# Leigh Adams
Leigh Adams, född den 28 april 1971 är en australisk före detta speedwayförare. Han har som bäst blivit tvåa i VM (2007). Han representerade Svenskklubbarna: Lejonen , Vetlanda MS, Indianerna och Masarna. Körde sin sista GP-säsong 2009 och lämnade VM-serien efter detta.